# Barinque
Barinque est une commune française, située dans le département des Pyrénées-Atlantiques en région Nouvelle-Aquitaine.

## Géographie

### Localisation
La commune de Barinque se trouve dans le département des Pyrénées-Atlantiques, en région Nouvelle-Aquitaine.
Elle se situe à 18 km par la route de Pau, préfecture du département, et à 10 km de Morlaàs, bureau centralisateur du canton du Pays de Morlaàs et du Montanérès dont dépend la commune depuis 2015 pour les élections départementales.
La commune fait en outre partie du bassin de vie de Pau.
Les communes les plus proches sont : 
Anos (1,9 km), Escoubès (2,5 km), Saint-Armou (2,9 km), Higuères-Souye (3,3 km), Riupeyrous (3,3 km), Lasclaveries (3,6 km), Bernadets (3,8 km), Sévignacq (3,9 km).
Sur le plan historique et culturel, Barinque fait partie de la province du Béarn, qui fut également un État et qui présente une unité historique et culturelle à laquelle s’oppose une diversité frappante de paysages au relief tourmenté.

### Communes limitrophes
Les communes limitrophes sont  Anos, Bernadets, Escoubès, Higuères-Souye, Lasclaveries, Riupeyrous, Saint-Armou et Sévignacq.
| Lasclaveries, Saint-Armou | Sévignacq | Escoubès       |
| Anos                      | Barinque  | Riupeyrous     |
| Saint-Armou               | Bernadets | Higuères-Souye |

### Hydrographie

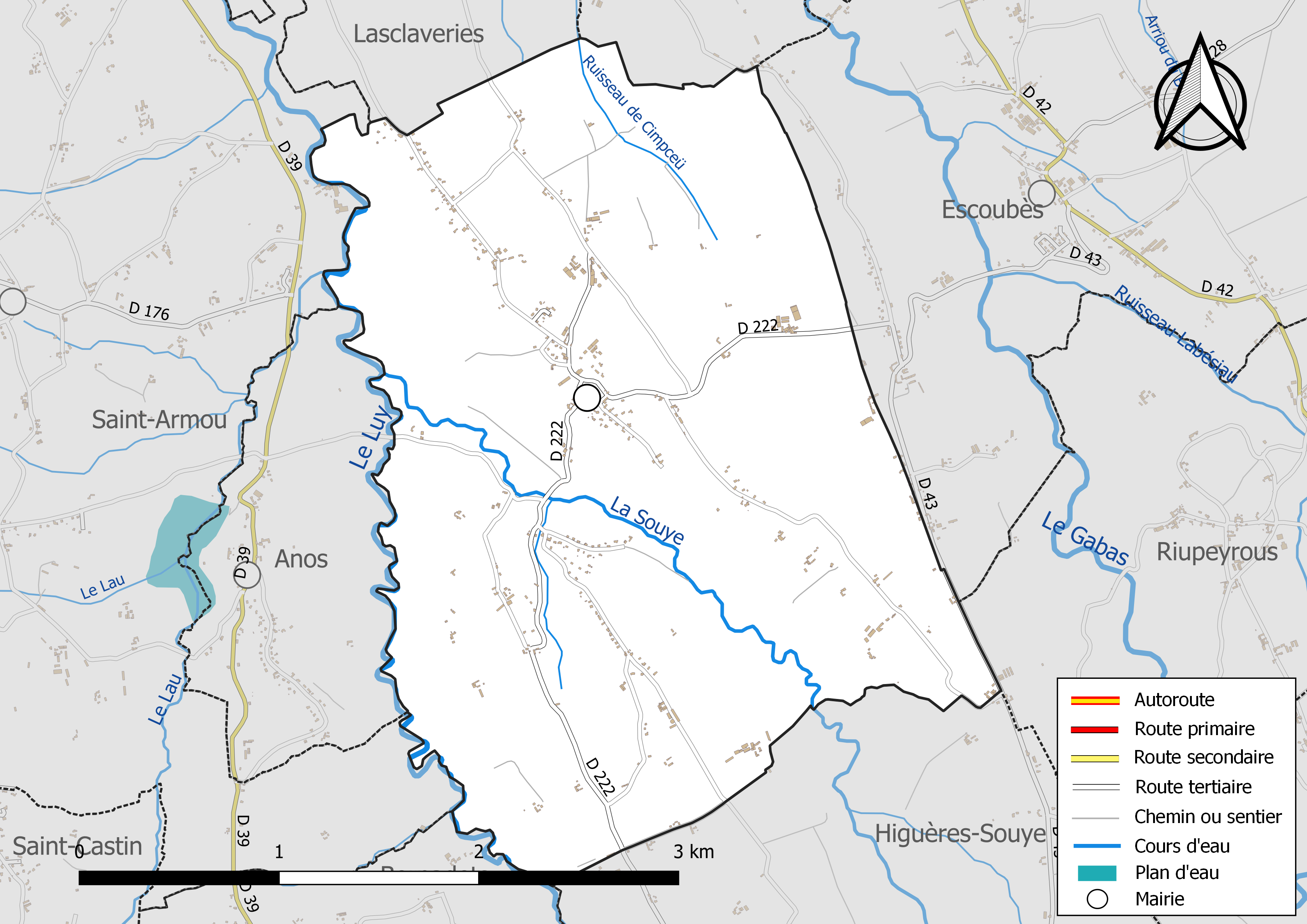
Réseaux hydrographique et routier de Barinque.

La commune est drainée par le Luy, la Souye, le Lau, le ruisseau de Cimpceü, et par divers petits cours d'eau, constituant un réseau hydrographique de 8 km de longueur totale,.
Le Luy, d'une longueur totale de 154,5 km, prend sa source dans la commune d'Espoey et s'écoule d'est en ouest. Il traverse la commune et se jette dans l'Adour à Rivière-Saas-et-Gourby, après avoir traversé 65 communes.
La Souye, d'une longueur totale de 24,7 km, prend sa source dans la commune d'Espoey et s'écoule du sud-est vers le nord-ouest. Elle traverse la commune et se jette dans le Luy sur le territoire communal, après avoir traversé 8 communes.

### Climat
Pour des articles plus généraux, voir Climat de la Nouvelle-Aquitaine et Climat des Pyrénées-Atlantiques.
Historiquement, la commune est exposée à un climat de montagne.  
En 2020, Météo-France publie une typologie des climats de la France métropolitaine dans laquelle la commune est toujours exposée à un climat de montagne et est dans la région climatique Pyrénées atlantiques, caractérisée par une pluviométrie élevée (>1 200 mm/an) en toutes saisons, des hivers très doux (7,5 °C en plaine) et des vents faibles.
Pour la période 1971-2000, la température annuelle moyenne est de 12,9 °C, avec une amplitude thermique annuelle de 14,4 °C. Le cumul annuel moyen de précipitations est de 1 149 mm, avec 11,3 jours de précipitations en janvier et 8,3 jours en juillet. Pour la période 1991-2020, la température moyenne annuelle observée sur la station météorologique la plus proche, située sur la commune d'Uzein à 13 km à vol d'oiseau, est de 13,7 °C et le cumul annuel moyen de précipitations est de 1 093,8 mm,. Pour l'avenir, les paramètres climatiques de la commune estimés pour 2050 selon différents scénarios d’émission de gaz à effet de serre sont consultables sur un site dédié publié par Météo-France en novembre 2022.

### Milieux naturels et biodiversité
Aucun espace naturel présentant un intérêt patrimonial n'est recensé sur la commune dans l'inventaire national du patrimoine naturel,,.

## Urbanisme

### Typologie
Au 1er janvier 2024, Barinque est catégorisée commune rurale à habitat dispersé, selon la nouvelle grille communale de densité à sept niveaux définie par l'Insee en 2022.
Elle est située hors unité urbaine. Par ailleurs la commune fait partie de l'aire d'attraction de Pau, dont elle est une commune de la couronne,. Cette aire, qui regroupe 227 communes, est catégorisée dans les aires de 200 000 à moins de 700 000 habitants,.

### Occupation des sols

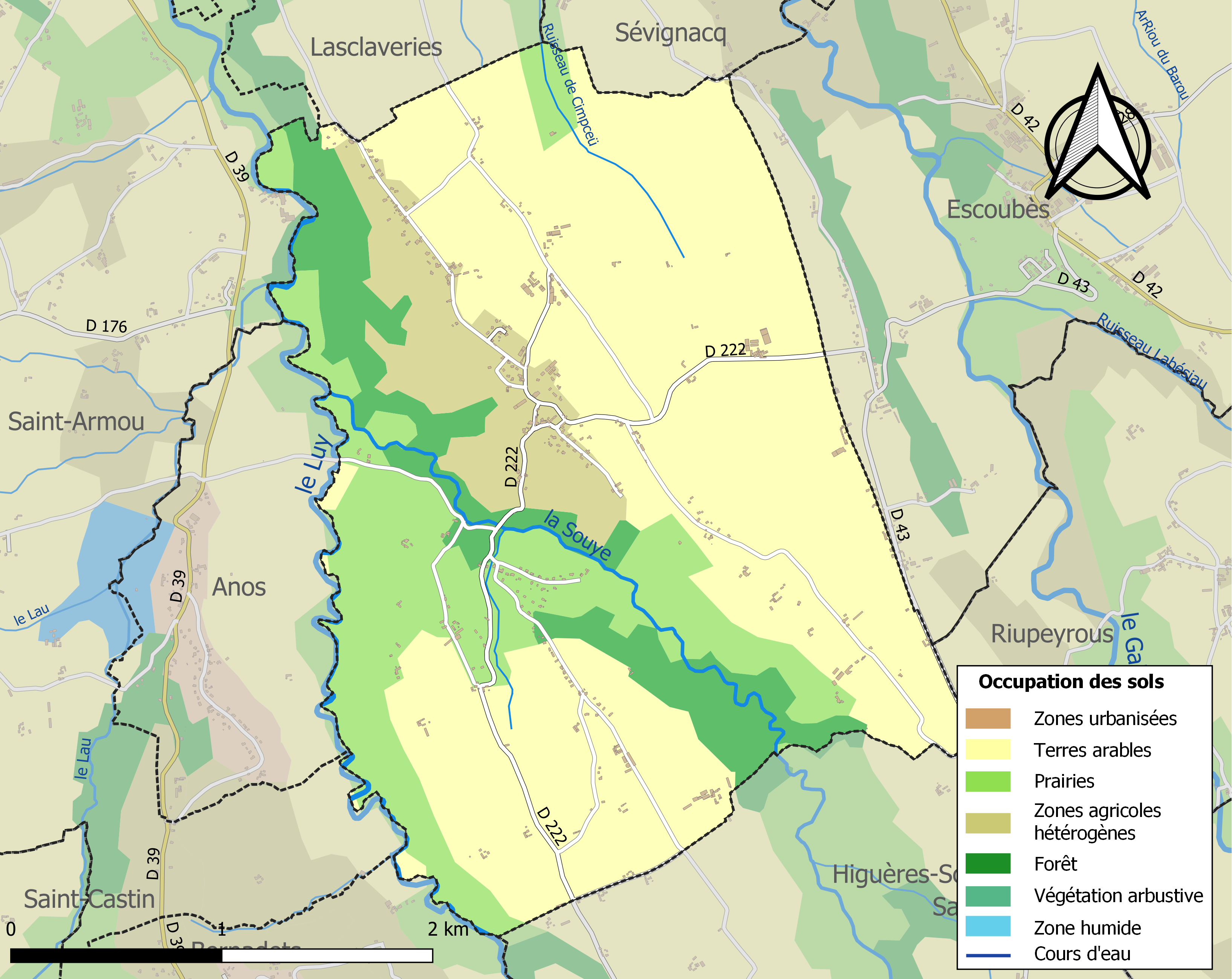
Carte des infrastructures et de l'occupation des sols de la commune en 2018 (CLC).

L'occupation des sols de la commune, telle qu'elle ressort de la base de données européenne d’occupation biophysique des sols Corine Land Cover (CLC), est marquée par l'importance des territoires agricoles (89,1 % en 2018), une proportion identique à celle de 1990 (89,1 %). La répartition détaillée en 2018 est la suivante : 
terres arables (59,3 %), prairies (20,4 %), forêts (10,9 %), zones agricoles hétérogènes (9,4 %). L'évolution de l’occupation des sols de la commune et de ses infrastructures peut être observée sur les différentes représentations cartographiques du territoire : la carte de Cassini (XVIIIe siècle), la carte d'état-major (1820-1866) et les cartes ou photos aériennes de l'IGN pour la période actuelle (1950 à aujourd'hui).

### Lieux-dits et hameaux
- Antoni[6]
- Arnaud[6]
- Artigou[6]
- Auguste[6]
- Barbe[6]
- Barthe[6]
- Bié[6]
- Bourdallé[6]
- Castagnet[6]
- Champrilh[6]
- Charron[6]
- Coulate[6]
- Daguet[6]
- Fisse[6]
- La Gare[6]
- Garimbay[6]
- Gélizé[6]
- Grabette[6]
- Jeanbounat[6]
- Labat[6]
- Laragnou[6]
- Lardas[6]
- Lasalle[6]
- Lauga[6]
- Lavigne (2 lieux-dits)[6]
- Loudet[24],[6]
- Loustau[6]
- Margotou[6]
- Mariette[6]
- Marque[6]
- Mingenette[6]
- Monge[6]
- Mouchou[6]
- Parjouan[6]
- Pébrocq[6]
- Picou[6]
- Pierrot[25]
- Piot[6]
- Piquet[6]
- Pisseu[6]
- Portaix[6]
- Prétou[6]
- Prince[6]
- Pucheu[6]
- Saubade[26]
- Soubirou[6]
- Toulardet[6]

### Voies de communication et transports
La commune est desservie par les routes départementales 39, 43 et 222.

### Risques majeurs
Le territoire de la commune de Barinque est vulnérable à différents aléas naturels : météorologiques (tempête, orage, neige, grand froid, canicule ou sécheresse), inondations et séisme (sismicité modérée). Un site publié par le BRGM permet d'évaluer simplement et rapidement les risques d'un bien localisé soit par son adresse soit par le numéro de sa parcelle.
Certaines parties du territoire communal sont susceptibles d’être affectées par le risque d’inondation par une crue à  débordement lent de cours d'eau, notamment le Luy et la Souye. La commune a été reconnue en état de catastrophe naturelle au titre des dommages causés par les inondations et coulées de boue survenues en 1982, 2009 et 2018,.

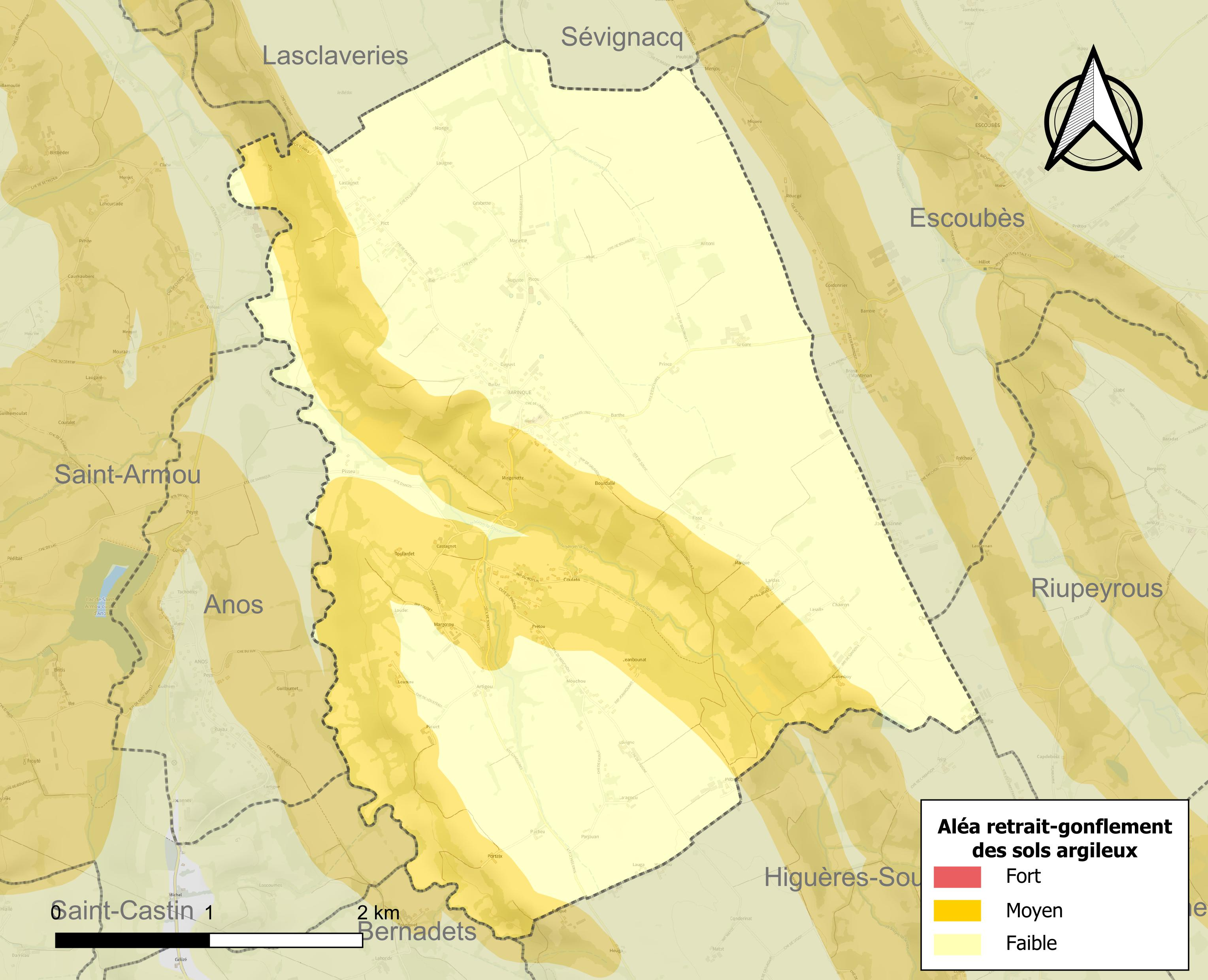
Carte des zones d'aléa retrait-gonflement des sols argileux de Barinque.

Le retrait-gonflement des sols argileux est susceptible d'engendrer des dommages importants aux bâtiments en cas d’alternance de périodes de sécheresse et de pluie. 36,1 % de la superficie communale est en aléa moyen ou fort (59 % au niveau départemental et 48,5 % au niveau national). Depuis le 1er octobre 2020, en application de la loi ELAN, différentes contraintes s'imposent aux vendeurs, maîtres d'ouvrages ou constructeurs de biens situés dans une zone classée en aléa moyen ou fort,.

## Toponymie
Le toponyme Barinque apparaît sous les formes 
Barinco (1385, recensement, et 1402, censier de Béarn), 
Barincquo (1538, réformation de Béarn), 
Barinquo (1542, titres de Barinque), 
Barincou (1676, réformation de Béarn) et 
Barrinque (1801, Bulletin des lois).
Michel Grosclaude conclut sur l’origine occitane probable du toponyme signifiant « pente vers un ravin », suivant en cela Albert Dauzat et Charles Rostaing qui proposent la racine gauloise et pré-gauloise barr- (« hauteur, sommet ») ajoutée du suffixe -incum.
Son nom béarnais est Barinco ou Barìncou.
Sansous était une ferme de Barinque, mentionnée en 1385 dans le censier de Béarn sous la graphie Sunseu.

## Histoire
Paul Raymond note qu'à Barinque existait une abbaye laïque, vassale de la vicomté de Béarn.
En 1385, Barinque comptait quinze feux et dépendait du bailliage de Pau.
Barinque faisait partie de la baronnie de Navailles au Moyen Âge.
La commune faisait partie de l'archidiaconé de Vic-Bilh, qui dépendait de l'évêché de Lescar et dont Lembeye était le chef-lieu.

## Politique et administration
| Période                                  | Période  | Identité             | Étiquette | Qualité                    |
| ---------------------------------------- | -------- | -------------------- | --------- | -------------------------- |
| 1900                                     | 1929     | Alphonse Castagnet   | DVD       |                            |
| 1929                                     | 1931     | Bernard Millet       | DVD       |                            |
| 1931                                     | 1944     | Guillaume Piot       | DVD       |                            |
| 1944                                     | 1945     | Jean Laborde-Loustau | SFIO      |                            |
| 1945                                     | 1947     | Guillaume Piot       | DVD       |                            |
| 1947                                     | 1977     | Jean Laborde-Loustau | SFIO-PS   |                            |
| 1977                                     | 2008     | José Laborde-Loustau | PS        |                            |
| 2008                                     | En cours | Bernard Buron        | PS        | Retraité de l'enseignement |
| Les données manquantes sont à compléter. |          |                      |           |                            |

### Intercommunalité
Barinque fait partie de cinq structures intercommunales :
- l'agence publique de gestion locale ;
- la communauté de communes du Nord-Est Béarn ;
- le SIVU pour l'entretien de la voirie, des espaces verts et des bâtiments de Barinque ;
- le syndicat d'énergie des Pyrénées-Atlantiques ;
- le syndicat intercommunal d'alimentation en eau potable Luy - Gabas - Léès.

La commune est le siège du SIVU pour l'entretien de la voirie, des espaces verts et des bâtiments de Barinque.

## Population et société

### Démographie
Le gentilé est Barinquais.
L'évolution du nombre d'habitants est connue à travers les recensements de la population effectués dans la commune depuis 1793. Pour les communes de moins de 10 000 habitants, une enquête de recensement portant sur toute la population est réalisée tous les cinq ans, les populations de référence des années intermédiaires étant quant à elles estimées par interpolation ou extrapolation. Pour la commune, le premier recensement exhaustif entrant dans le cadre du nouveau dispositif a été réalisé en 2008.

En 2022, la commune comptait 584 habitants, en évolution de −5,19 % par rapport à 2016 (Pyrénées-Atlantiques : +3,78 %, France hors Mayotte : +2,11 %).
| 1793 | 1800 | 1806 | 1821 | 1831 | 1836 | 1841 | 1846 | 1851 |
| ---- | ---- | ---- | ---- | ---- | ---- | ---- | ---- | ---- |
| 525  | 547  | 564  | 559  | 584  | 624  | 642  | 653  | 641  |

| 1856 | 1861 | 1866 | 1872 | 1876 | 1881 | 1886 | 1891 | 1896 |
| ---- | ---- | ---- | ---- | ---- | ---- | ---- | ---- | ---- |
| 617  | 592  | 558  | 512  | 504  | 501  | 503  | 460  | 482  |

| 1901 | 1906 | 1911 | 1921 | 1926 | 1931 | 1936 | 1946 | 1954 |
| ---- | ---- | ---- | ---- | ---- | ---- | ---- | ---- | ---- |
| 488  | 466  | 417  | 352  | 346  | 331  | 345  | 304  | 283  |

| 1962 | 1968 | 1975 | 1982 | 1990 | 1999 | 2006 | 2008 | 2013 |
| ---- | ---- | ---- | ---- | ---- | ---- | ---- | ---- | ---- |
| 261  | 257  | 269  | 370  | 470  | 489  | 552  | 573  | 614  |

| 2018 | 2022 | - | - | - | - | - | - | - |
| ---- | ---- | - | - | - | - | - | - | - |
| 597  | 584  | - | - | - | - | - | - | - |

Barinque fait partie de l'aire d'attraction de Pau.

## Culture locale et patrimoine

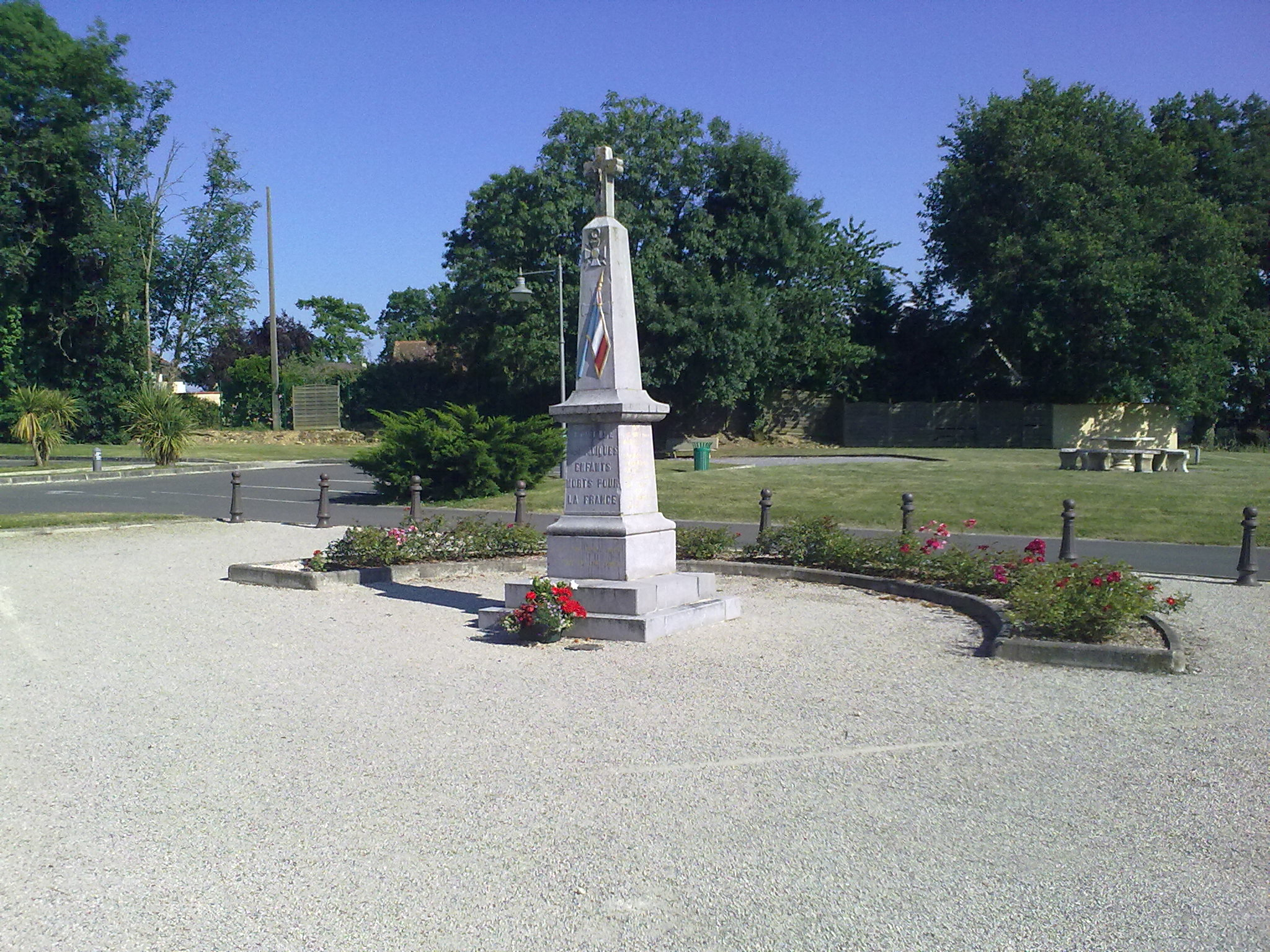
Le monument aux morts.
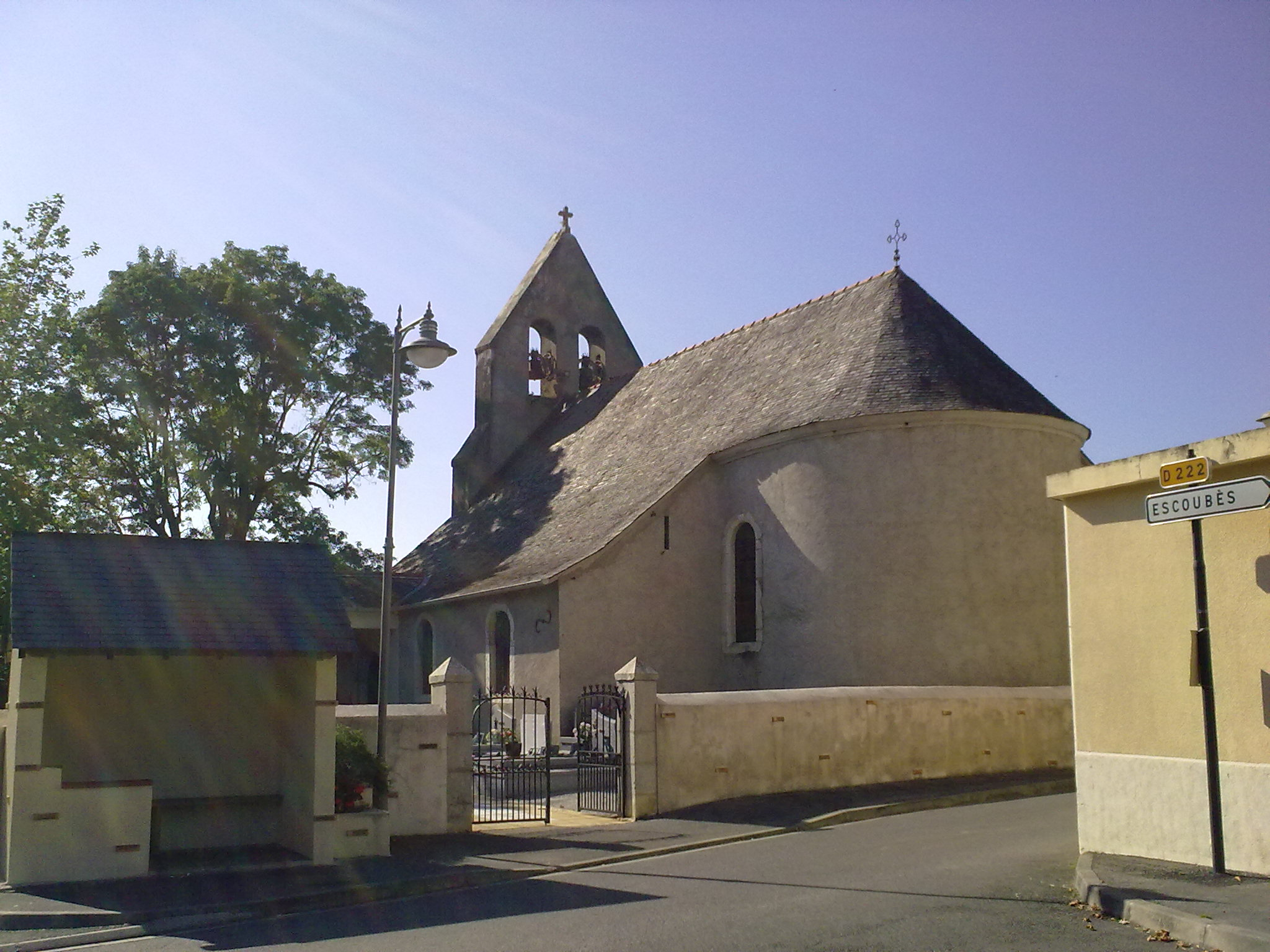
L'église Saint-Barthélémy.
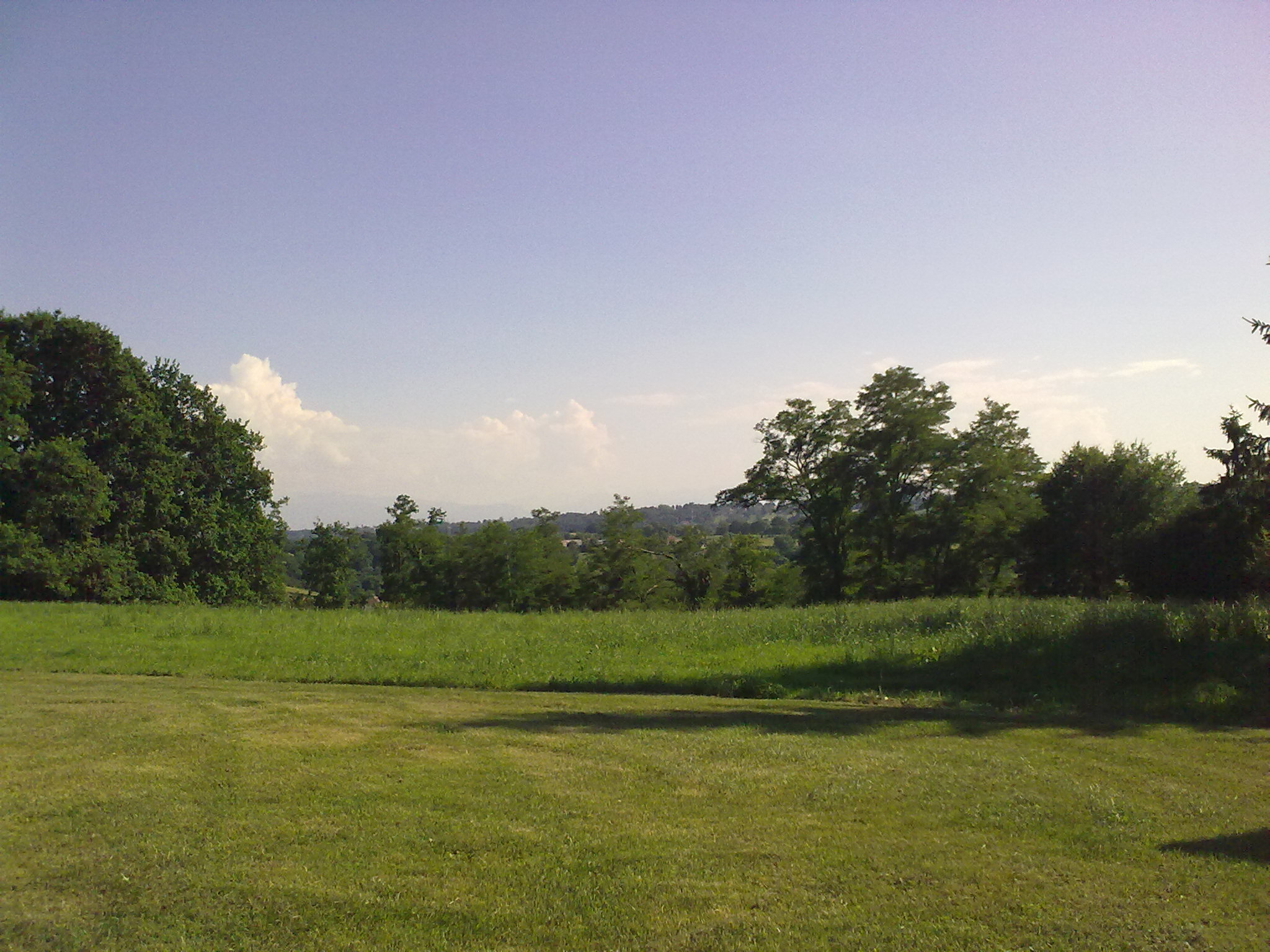
Paysage depuis Barinque.

### Patrimoine civil
La commune présente un ensemble de demeures et de fermes,,, des XVIIIe siècle et XIXe siècle.

### Patrimoine religieux
L'église Saint-Barthélémy date partiellement du XIIe siècle. Elle recèle du mobilier (un bénitier de milieu, un retable, un tabernacle, le maître-autel,, un chapiteau et un autel secondaire de la Vierge), des tableaux (une peinture murale et un tableau figurant le martyre de saint Barthélémy), des statues (trois statues représentant saint Pierre, saint Paul et une Vierge à l'enfant), des verrières (un vitrail représentant saint Jean et quatre autres verrières) et des objets (une réserver à eau baptismale, six chandeliers d'autel, un calice, des bannières de procession, et un plat de quête), tous inscrits à l'Inventaire général du patrimoine culturel.

## Pour approfondir